# Momenti d'amore
Momenti d'amore è un album del cantante Paolo Mengoli, pubblicato nel 1989 dall'etichetta discografica Fonit Cetra, serie "Pellicano" (numero di catalogo PL 771).

## Tracce
1. Portami tante rose
2. Non dimenticar le mie parole
3. T'ho voluto bene
4. Bambina innamorata
5. Un'anima tra le mani
6. Ti voglio tanto bene
7. Un anno fa
8. Amore scusami
9. Ma l'amore no
10. Piccolissima serenata
11. La più bella del mondo
12. Un'ora sola ti vorrei
13. Addormentarmi così
14. Tornerai
15. Solo con te